# Genom lidande till seger
Genom lidande till seger, psalm av missionären Hedvig Posse. Texten har fyra 8-radiga verser. Melodin är skriven av Charles C. Converse år 1738.

## Publicerad i
- Sionstoner 1889 som nr 300
- Svenska Missionsförbundets sångbok 1920 som nr 625 under rubriken "Missionärens utsändning".
- Kyrklig sång 1928 nr 58.
- Sions Sånger 1951 nr 56.
- Sions Sånger 1981 nr 126 under rubriken "Kristlig vandel".